# Colección Vindictas
Vindictas es el título de una colección de la Dirección General de Publicaciones y Fomento de la UNAM enfocado en rescatar y hacer disponibles obras de autoras latinoamericanas que, en su momento, fueron ignoradas o minimizadas por el canon literario. Los primeros cinco libros - las novelas Minotauromaquia, de Tita Valencia; El lugar donde crece la hierba, de Luisa Josefina Hernández; En estado de memoria, de Tununa Mercado; La cripta del espejo, de Marcela del Río, y De ausencia, de María Luisa Mendoza -  fueron publicados en 2019, y desde entonces han expandido su catálogo para incluir también otras ramas de la literatura, como el cuento, el teatro y la poesía. 
En su quinto aniversario, en 2024, la escritora Rosa Beltrán, coordinadora de Cultura UNAM, anunció en la Feria Internacional del Libro de Guadalajara que la Colección Vindictas será de libre acceso y descarga gratuita en su versión digital para que cualquiera pueda leerlos. Por cuestiones de derecho de autor, la publicación de las obras en dicho formato se realizará de manera escalonada. 

## Misión
De acuerdo con Ave Barrera, coordinadora editorial de la colección, el título de la colección fue elegido para remitir al sentido de recuperación como acto de justicia, con el propósito de mostrar a sus lectores una cara distinta y olvidada de la literatura. El proyecto se originó a partir de que Barrera encontrara en una biblioteca un ejemplar de la novela El lugar donde crece la hierba, de Luisa Josefina Hernández, novela ganadora del Premio Xavier Villaurrutia, y considerara que la obra era propicia a rescatarse y darse a conocer a nuevas generaciones de lectores.
Cada libro contiene un texto introductorio realizado por autoras contemporáneas más jóvenes, quienes reflexionan sobre los temas y contextos de cada novela. La selección comienza al rastrar las obras en librerías de viejo, bibliotecas de universidades y en catálogos y registros de premios nacionales. En cuanto al diseño editorial, fue realizado por Vértigo Diseño para que tuviera una paleta de colores distintiva, además de imprimirse en ejemplares sin tapa dura ni papel especial para que tenga un costo accesible al público.
En marzo del 2020, TV UNAM lanzó la serie 'Vindictas', una colección de programas que rescata la vida y obra de grandes mujeres en la cultura, política y sociedad mexicana. Al tomar el nombre de la colección literaria, los primeros programas fueron dedicados a las primeras cinco autoras publicadas, y se ha expandido para incluir mujeres notables en la política, ciencia y academia. Conducido por la poeta Julia Santibañez, se transmite los domingos con repetición en los jueves. 

## Colección

### Novela y memoria
| Número | Título                                               | Autora                      | Introducción                                  |
| ------ | ---------------------------------------------------- | --------------------------- | --------------------------------------------- |
| 1      | El lugar donde crece la hierba                       | Luisa Josefina Hernández    | Ave Barrera                                   |
| 2      | Minotauromaquia, crónica de un desencuentro          | Tita Valencia               | Claudina Domingo                              |
| 3      | De ausencia                                          | María Luisa Mendoza         | Jazmina Barrera                               |
| 4      | En estado de memoria                                 | Tununa Mercado              | Nora de la Cruz                               |
| 5      | La cripta del espejo                                 | Marcela del Río             | Lola Horner                                   |
| 6      | La octava maravilla                                  | Vlady Kociancich            | Gabriela Damián Miravete                      |
| 7      | La ruta de su evasión                                | Yolanda Oreamuno            | Natalia García Freire                         |
| 8      | Diario del dolor                                     | María Luisa Puga            | Brenda Navarro                                |
| 9      | La única                                             | Guadalupe Marín             | Anaclara Muro                                 |
| 10     | Diferentes razones tiene la muerte                   | María Elvira Bermúdez       | Aniela Rodríguez                              |
| 11     | Jardín                                               | Dulce María Loynaz          |                                               |
| 12     | Cena de cenizas                                      | Asunción Izquierdo Albiñana | Francesca Dennstedt                           |
| 13     | Todo ángel es terrible                               | Gabriela Rábago Palafox     | Lola Ancira                                   |
| 14     | Tiempo de llorar y otros relatos                     | María Luisa Elío            | Aroa Moreno Durán                             |
| 15     | Cuarto de desechos                                   | Carolina Maria de Jesus     | Jumko Ogata Aguilar                           |
| 16     | María Nadie                                          | Marta Brunet                | Alia Trabucco Zerán                           |
| 17     | No Give Up Maan! ¡No te rindas!                      | Hazel Robinson Abrahams     | Cristina Bendek                               |
| 18     | Cartas a Ricardo                                     | Rosario Castellanos         | Sara Uribe                                    |
| 19     | El monstruo incesante                                | Amanda Berenguer            | Leonor Courtoisie                             |
| 20     | La sangre florecida                                  | Susy Delgado                | Liliana Colanzi                               |
| 21     | Pasión Pagu: Autobiografía precoz de Patrícia Galvão | Patrícia Galvão             | Olivia Teroba, con traducción de Paula Abramo |

### Cuentos
- Vindictas. Cuentistas Latinoamericanas, antología con cuentos y relatos de Armonía Somers, Bertalicia Peralta, Gilda Holst, Hilma Contreras, Ivonne Recinos, Magda Zavala, María Luisa de Luján Campos, María Luisa Elío, María Luisa Puga, María Virginia Estenssoro, Marta Brunet, Marvel Moreno, Mercedes Durand, Mercedes Gordillo, Mimí Díaz Lozano, Mirta Yáñez, Pilar Dughi, Rosario Ferré, Silda Cordoliani, y Susy Delgado.
- El occiso, de María Virginia Estenssoro

### Poesía
- María Emilia Cornejo
- Winétt de Rokha
- María Enriqueta Camarillo
- Alaíde Foppa